# Río Umbeluzi
El río Umbeluzi es un río de África. Nace en Suazilandia, al norte de la capital, Mbabane y próximo a la frontera con Sudáfrica. Desemboca en el estuario de Espíritu Santo en Mozambique.

## Descripción
Es un río de régimen torrencial. La utilización de sus aguas en la desembocadura, se ve afectada por la intrusión de agua salada, proveniente del océano Índico.

### Composición de la cuenca
La cuenca del río Umbeluzi es de 5400 km², de los cuales el 58% se encuentra en Suazilandia, y el 40% en Mozambique. Si bien el río nace íntegramente en territorio de Suazilandia, un 2% de la superficie de la cuenca, se encuentra en Sudáfrica.
Datos del año 1986 indican que, el río ingresa al territorio de Mozambique, con un caudal medio de 13 m³/s.

### Afluentes
Posee dos afluentes. En Suazilandia, recibe las aguas del río Umbeluzi Blanco, mientras que en Mozambique, el río Movene le aporta un caudal medio de 0.7 m³/s.

## Uso de las aguas
Fueron construidas tres represas en su curso. La más pequeña, con una capacidad de almacenamiento de 2,75 millones de m³, es la represa de Hawane, en el curso superior. Proporciona el suministro de agua potable a Mbabane, la capital de Suazilandia.
Aguas abajo, se encuentra la represa Mnjoli, con una capacidad de almacenamiento de 152 millones de m³. Se utiliza para abastecer los cultivos de azúcar de Suazilandia.
En Mozambique, el río Umbeluzi es embalsado por última vez en la represa Lebombo Pequeño. Finalizada en 1989, suministra agua para el riego de 14 000 hectáreas y abastece de agua potable a la capital, Maputo. La represa tiene una capacidad de almacenamiento de 385 millones de m³.